# Zile în paradis
Zile în paradis (în engleză Days of Heaven) este o dramă istorică americană  din 1978 scrisă și regizată de Terrence Malick. Richard Gere, Brooke Adams⁠(d), Sam Shepard și Linda Manz⁠(d) apar în rolurile principale. Acțiunea filmului se desfășoară în anul 1916 și prezintă povestea lui Bill și Abby, un cuplu de îndrăgostiți care călătorește în Texas Panhandle⁠(d) unde lucrează pentru un fermier bogat. Bill o convinge pe Abby să se căsătorească cu fermierul muribund cu scopul de a-i obține averea după moarte.
Zile în paradis a fost al doilea lungmetraj al lui Malick după Banda sălbatică⁠(d) (1973) și avut un buget de 3 milioane de dolari. Producția a fost dificilă din cauza tăierilor de buget și a programului limitat de turnare în Canada anului 1976. Montajul a durat doi ani deoarece Malick a avut dificultăți în a obține o desfășurare generală a evenimentelor și în asamblarea scenelor. Problema a fost rezolvată prin includerea unei narațiuni improvizate realizate de adolescenta Linda Manz. Coloana sonoră a filmului a fost compusă de Ennio Morricone, iar Néstor Almendros⁠(d) și Haskell Wexler⁠(d) au fost directori de imagine.
Zile în paradis a primit recenzii pozitive la lansarea sa în cinematografe. Cinematografia sa a fost lăudată, deși un număr mic de critici au considerat doar acest aspect ca fiind demn de laudă. Nu a obținut încasări mari, dar a câștigat un premiu Oscar pentru cea mai bună fotografie și a obținut alte trei nominalizări pentru coloana sonoră, costume și sunet. Malick a câștigat un premiu la categoria cel mai bun regizor în cadrul Festivalului Internațional de Film de la Cannes.
Zile în paradis a devenit între timp unul dintre cele mai apreciate filme ale anilor 1970, în special datorită cinematografiei sa. A fost selectat în 2007 pentru conservare în Registrul Național de Film de către Biblioteca Congresului, fiind considerat „important din punct de vedere cultural, istoric sau estetic”. Acesta continuă să apară pe lista celor mai bune filme realizate vreodată și ocupă locul 49 într-un sondaj realizat de BBC despre cele mai bune filme americane.

## Intriga
În 1916,  Bill, un muncitor⁠(d) din Chicago, își lovește mortal șeful de la oțelăria în care lucrează. Acesta decide să fugă în Texas Panhandle⁠(d) împreună cu prietena sa Abby și mica sa soră Linda. Ca să nu fie bârfiți, Bill și Abby se prefac că sunt frați. Cei trei sunt angajați alături de mai mulți muncitori sezonieri de un fermier bogat și retras. Bill îl aude pe doctorul fermierului spunându-i că mai are un an de trăit, însă natura bolii nu este menționată.
Când fermierul se îndrăgostește de Abby, Bill o încurajează să-l ia de bărbat deoarece, în momentul în care va muri, aceștia vor moșteni averea sa. Căsătoria are loc și Bill rămâne la fermă. Supraveghetorul fermierului suspectează că cei doi „frați” pun ceva la cale. Spre uimirea lor, starea de sănătate a fermierului rămâne neschimbată, fapt care dă peste cap planurile lui Bill. Într-un final, acesta descoperă adevărata relație dintre Bill și Abby. Concomitent, Abby se îndrăgostește de soțul ei. După ce roiuri de lăcuste și un incendiu îi distrug câmpurile de grâu, înfuriat, fermierul se înarmează și îl caută pe Bill, însă acesta îl ucide cu o șurubelniță și fuge de la fermă alături de Abby și Linda.
Supraveghetorul și poliția pornesc în urmărirea acestora și în cele din urmă îi găsesc. Bill este ucis de poliție. Abby moștenește averea fermierului, o lasă pe Linda la un internat și pleacă din oraș cu un tren care transportă soldați pregătiți să ia parte la operațiunile din Primul Război Mondial. Linda fuge din internat alături de o prietenă întâlnită la fermă.

## Distribuție
- Richard Gere - Bill
- Brooke Adams⁠(d)  Abby
- Sam Shepard - fermierul
- Linda Manz⁠(d) - Linda
- Robert Wilke⁠(d) - supraveghetorul fermei
- Stuart Margolin⁠(d) - supraveghetorul oțelăriei
- Tim Scott⁠(d) - ajutor la recoltare
- Doug Kershaw⁠(d) - lăutar
- Richard Libertini⁠(d) - liderul circului